# Quadrinhos para adultos

Capa do Romance Gráfico Um contrato com Deus de Will Eisner

A expressão quadrinhos para adultos (no Brasil) ou banda desenhada para adultos (em Portugal, Angola e Cabo Verde) faz referência a publicações de histórias em quadrinhos dirigidas apenas ou principalmente ao público adulto.
Vários podem ser os gêneros direcionados a adultos, sendo dois dos principais o gênero quadrinhos eróticos e jornalismo em quadrinhos. Quadrinhos eróticos é o gênero de quadrinhos para adultos caracterizado principalmente pela exploração de vários elementos relacionados à luxúria, como a nudez e atividade sexual -- muitas vezes incluindo homoerotismo e sexo explícito -- como elemento principal ou importante para a narrativa. Por sua vez, jornalismo em quadrinhos é uma modalidade de jornalismo realizada a partir da linguagem da arte sequencial, o termo foi cunhado pelo repórter e ilustrador maltês Joe Sacco, quem em 1994 publicou a novela em quadrinhos Palestina, considerado pioneiro no gênero.
Também são várias as formas editoriais pelas quais foram e são publicados quadrinhos para adultos, a citar as revistas pulp e as magazines. Hoje a principal e mais nobre forma editorial de publicação de quadrinhos para adultos é o romance gráfico (ou graphic novel em inglês). Romance gráfico é um tipo de quadrinho publicado no formato de livro, distinguindo-se essencialmente das "revistas em quadrinhos", as quais são publicadas como periódicos, portanto, o romance gráfico é geralmente atribuido a quadrinhos de longa duração, sendo assim o análogo na arte sequencial da prosa ou romance na literatura. Um exemplo de romance gráfico é a história em quadrinhos para adutos Um contrato com Deus, de Will Eisner.
A origem dos quadrinhos para adultos como os conhecemos hoje foram as chamadas tijuana bibles de 1930, as quais eram quadrinhos para adultos publicados clandestinamente e cuja impressão consistia em oito páginas retangulares baratas e em preto e branco. Estas foram seguidas das revistas pulp como Spicy Detective de Harry Donenfeld, as quais apresentavam histórias, nas quais heroínas tinham muita dificuldade em permanecerem vestidas, como a tira  Sally the Sleuth (1934) de Adolphe Barreaux. Os quadrinhos para adultos transitaram então entre as chamadas magazines e revistas para adultos, como a Playboy, até chegarem no formado hoje mais consagrado, o romance gráfico.

## Conceito e terminologia
Quadrinhos para adultos são aqueles quadrinhos direcionados a um público alvo específico, os adultos. Esta definição é ampla e nela estão incluídos muitos tipos diferentes de quadrinhos, não só porque existem muitos e diferentes gêneros temáticos direcionados a adultos, mas também porque existem muitas e diferentes formas editoriais direcionados a tal público. Desta maneira, é impossível abarcar a totalidade dos quadrinhos para adultos no presente texto, com o que apresentamos uma amostra.
Como amostra, apresentaremos detalhadamente dois dos gêneros temáticos mais importantes para adultos, os quadrinhos eróticos e o jornalismo em quadrinhos, ademais, também apresentaremos detalhadamente a forma editorial atualmente mais importante de quadrinhos para adultos, o romance gráfico. Em todo caso, na seção história, outros gêneros temáticos, como o quadrinhos de terror ou horror e a sátira serão abarcados, assim como outras formas editoriais, como as revistas pulp e as magazines. É de se alertar ainda que uma importante forma de identificação dos quadrinhos para adultos é a presença nos quadrinhos dos selos próprios para adultos, como o selo Vertigo da DC Comics, o Opera Erótica, o MAX Comics e o Image Comics.

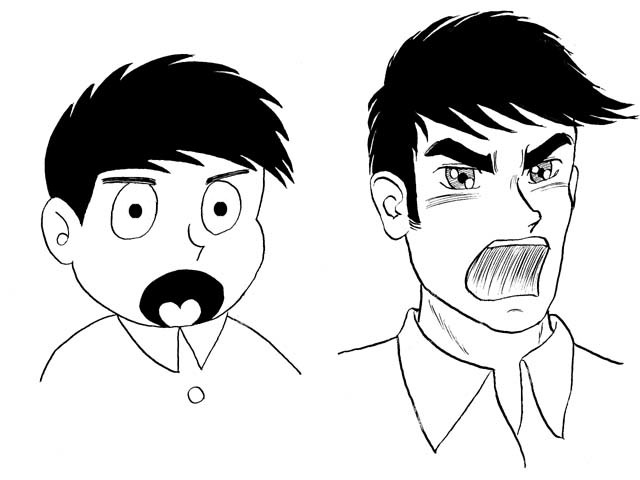
Comparação entre o estilo mangá tradicional (estilizado) e o gekigá (realista).

Muitos são os termos utilizados para designar aquilo que aqui denominamos de quadrinhos, a saber: história em quadrinhos, HQ, gibi, revistinha, tirinha, historieta, histórias aos quadradinhos, banda desenhada, BD, arte sequencial, literatura desenhada, etc. aos quais a adição da preposição 'para' e do substantivo 'adulto' delimitam o objeto hora em tela, com o que, como já é evidente, usamos aqui o termo quadrinhos para adultos. Alguns termos - na maior parte das vezes cunhados artificialmente -, visam especificamente destacar os quadrinhos para adultos do conceito mais abrangente de quadrinhos: este é o caso do termo graphic novel ou romance gráfico, popularizado por Will Eisner no final da década de 70 para definir suas obras com temas para adultos.
Em algumas línguas, a terminologia é mais precisa, como é o caso do japonês: em 1957, o japonês Yoshihiro Tatsumi cunhou o termo gekigá (劇画, lit. figuras dramáticas) para definir mangás de temáticas adultas. Atualmente, entretanto, os mangás destinados a adultos são geralmente divididos nas demografias seinen (青年 漫画, quadrinhos para os homens) e josei (女性 漫画, quadrinhos para as mulheres). Quadrinhos eróticos destinadas a homens são referidos como seijin-muke mangá (成人 向 け 漫画) ou ero mangá (エロ漫画) e os que visam as mulheres são chamadas de ladies comics (レーディーズ・コミック).

## Principais gêneros e formatos

### Quadrinhos eróticos

Druuna por Paolo Eleuteri Serpieri.

Quadrinhos eróticos é um gênero de quadrinhos para adultos caracterizado principalmente pela exploração de vários elementos relacionados à luxúria, como a nudez, muitas vezes incluindo homoerotismo, como elemento principal ou importante para a história. Como outros gêneros de quadrinhos, eles podem consistir de uma única página, histórias curtas, tiras de jornal ou romances gráficos.
Sobre o conceito de quadrinhos eróticos é preciso ainda diferenciar o quadrinho erótico do quadrinho pornográfico, limitando-se o primeiro a mostrar generosamente a epiderme e sugerir com mais ou menos malícia o ato sexual, enquanto o segundo possui o ato sexual explicitamente desenhado, sendo esta reprodução a sua finalidade última. É neste sentido que os fãs de quadrinhos para adultos japoneses distinguem o ecchi (ッチ), o qual não mostra o ato sexual, do hentai (変態), o qual é totalmente pornográfico. A sensualidade, entretanto, pode estar presente em outros tipos de quadrinhos, como os quadrinhos de super-heróis, os quais estão vestidos com trajes que sugerem sua anatomia, o que indica que a diferenciação entre não erótico, erótico e pornográfico é gradual.
Originalmente confinado à ilegalidade ou a um erotismo altamente sugerido, os quadrinhos eróticos só se desenvolveram realmente a partir de meados da década de 1960 nos Estados Unidos (via underground comix) e por volta da mesma época na França, Itália e Espanha. A crescente afirmação da liberdade de expressão permitiu seu forte desenvolvimento nos anos seguintes, através de autores como Guido Crepax.
Após o desenvolveimento da arte no anos 60, os escritores e desenhitas ocidentais mais famosos de quadrinhos eróticos são, além do já citado Guido Crepax: Milo Manara (italiano), Vittorio Giardino (italiano), Paolo Eleuteri Serpieri (italiano), Francisco Solano López (argentino), Ignacio Noé (argentino), Giovanna Casotto (italiana), Jordi Bernet (espanhol), Hunt Emerson (inglês), Lynn Paula Russel (inglês), Melinda Gebbie (norte-americana). No que se refere aos quadrinhos homoeróticos, os quais têm ascensão estética e comercial apenas nos anos de 1980, os principais autores ocidentais são: Howard Cruse (norte-americano), Touko Laaksonen, conhecido como Tom of Finland (finlandês), Ralf König (alemão), Patrick Filion (canadense), Eric Shanower (norte-americano), Roberta Gregory (norte-americana), Diane DiMassa (norte-americana) e Alison Bechdel (norte-americana).

### Jornalismo em quadrinhos

Capa do jornalismo em quadrinho Palestine de Joe Sacco

Jornalismo em quadrinhos (também conhecido pelas siglas JQ e JHQ, ou jornalismo em BD, em Portugal) é uma modalidade de jornalismo realizada a partir da linguagem da arte sequencial. O termo foi cunhado pelo repórter e ilustrador maltês Joe Sacco, que em 1994 publicou a novela em quadrinhos Palestina, considerado pioneiro no gênero. Embora Joe Sacco costume ser referenciado como o primeiro autor de JHQ, em 1991 o sueco Art Spiegelman lançou o romance em quadrinhos Maus, onde retrata a realidade de seu pai em um campo de concentração, obra que veio a vencer o prêmio Pulitzer, maior premiação jornalística do mundo, e mesmo não sendo propriamente uma obra jornalística, mas sobretudo biográfica, em Maus o autor utiliza-se de recursos como a entrevista e a pesquisa por meio de fontes diretas. Existem alguns veículos especializados em produção de JHQ, como o site ArchComix, criado pelo HQ-repórter estadunidense Dan Archer, o portal colaborativo Cartoon Movement, a revista francesa La Revue Dessinée, a estadunidense The Nib e a brasileira Badaró.
Em Portugal, temos a novela em quadrinhos Reportagem Especial (2016) escrita por de Bruno Pinto, Penim Loureiro e Quico Nogueira, apesar de ser narrada por uma personagem fictícia, é um trabalho jornalístico baseado em pesquisa, entrevista e apuração, a obra trata das mudanças climáticas e seus impactos. A série Tudo Isto É Fado!, publicada entre 2014 e 2015 por Nuno Saraiva na revista Tabu do jornal Sol,  é outro exemplo de jornalismo em quadrinhos feito em Portugal: em 2016, o trabalho foi distinguido como Melhor Álbum no Festival da Amadora, principal premiação de quadrinhos (banda desenhada) do país.
No Brasil, o primeiro livro-reportagem em quadrinhos de que se tem registro é Notas de um tempo silenciado de 2015 escrito por Robson Vilalba, quem também desenvolveu reportagens para veículos como Le Monde Diplomatique, Folha de S.Paulo, Plural e Gazeta do Povo. Outro dos pioneiros do gênero é Alexandre De Maio, autor do livro Raul (2018) e de diversas matérias em quadrinhos. Em 2014, De Maio realizou junto à Agência Pública a reportagem Meninas em jogo, onde denuncia o turismo de exploração sexual durante a Copa do Mundo, a obra é resultado da compilação de matérias da série Pátria Armada, Brasil, feita para a Gazeta do Povo e vencedora do Prêmio Vladimir Herzog. Na mesma premiação, em 2017, houve menção honrosa à reportagem A execução de Ricardo, de Júlio Falas, Bruno Nobru e Ciro Barros para a Agência Pública, veículo que também publicou O Haiti é aqui (2016), de Adriano Kitani e Enio Lourenço.
Outros exemplos de obras de jornalismo em quadrinhos produzidas no Brasil são: em 2014 Carol Ito produziu Estilhaço: Uma Jornada pelo Vale do Jequitinhonha; em 2015 Talles Rodrigues produziu Cortabundas: O Maníaco do José Walter, resultado de seu trabalho de conclusão de curso; em 2016 Helô D'Angelo e Joyce Gomes produziram Quatro Marias; em 2017 Pablito Aguiar produziu Alvorada em Quadrinhos; em 2018 Norberto Liberator produziu Diasporados; também em 2018, Amanda Ribeiro e Luiz Fernando Menezes produziram Socorro! Polícia!; em 2019 Cecilia Marins, Maria Allice Di Vicentis e Tainá Freitas produziram Parque das Luzes e também em 2019 Gabriela Güllich produziu Filhas do Campo.

### Romance gráfico

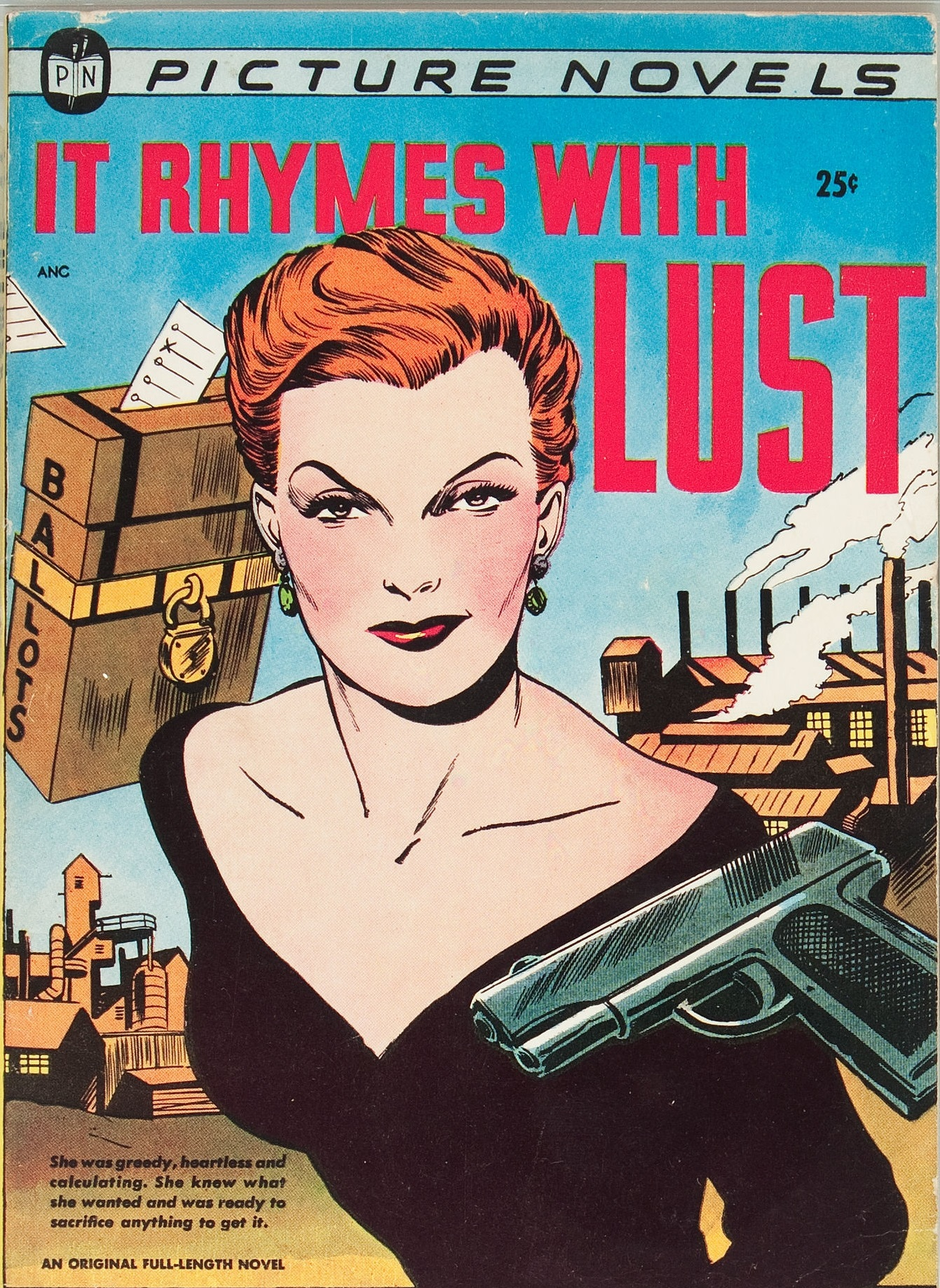
Capa de It Rhymes with Lust, desenhos de Matt Baker, arte-final de Ray Osrin.

Romance gráfico (ou graphic novel em inglês) é um tipo de quadrinho normalmente direcionado à adultos e publicado no formato de livro, como tal, ele se distingui essencialmente das "revista em quadrinhos" publicadas como periódicos. O termo é geralmente usado para referir-se a qualquer forma de banda desenhada de longa duração, ou seja, é o análogo na arte sequencial a uma prosa ou romance (algo semelhante aos light novels). Embora a palavra "romance" normalmente se refira a longas obras ficcionais, o termo "romance gráfico" é aplicado de maneira ampla e inclui obras de ficção, não-ficção e antologizadas.
A definição de romance gráfico foi popularizada por Will Eisner depois de aparecer na capa de sua obra A Contract with God (Um Contrato com Deus) publicada em 1978, um trabalho maduro e complexo, focado na vida de pessoas ordinárias no mundo real, tendo o selo de "graphic novel" sido colocado na intenção de distingui-lo do formato dos quadrinhos tradicionais. Eisner citou como inspiração os livros de Lynd Ward, que produzia romances completos em xilogravura.
Embora o sucesso comercial de Um Contrato com Deus tenha realmente ajudado a estabilizar o termo inglês para romance gráfico e muitas fontes creditam erroneamente Eisner a ser o primeiro a usá-lo, na realidade, foi Richard Kile quem originalmente usou o termo em um ensaio publicado no fanzine Capa-Alpha em 1964. O significado original do termo era aplicado para histórias fechadas, porém nos últimos anos o termo também tem sido usado como sinônimo de trade paperback, as edições encadernadas em formato de livros de história pré-publicadas em quadrinhos. Junto ao termo inglês graphic-novel, surgiram nos EUA termos como comic novel, graphic album, novel-in-pictures e visual novel.
Como a definição exata do romance gráfico é discutível, tal como acima já indicado, as origens desta forma de arte estão também abertas à interpretações: Les Amours de monsieur Vieux Bois é o mais conhecido exemplo desta querela, o qual foi publicado em 1828 pelo caricaturista suíço Rodolphe Töpffer. Em 1894, Caran d'Ache abordou a ideia de um "romance elaborado" em uma carta ao jornal Le Figaro e começou a trabalhar em um livro sem palavras de 360 páginas, porém este nunca foi publicado.
Foi na década de 1940 que ocorreram indiscutivelmente os primeiros lançamentos de romances gráficos, a começar pelo lançamento de Classics Illustrated, uma série de quadrinhos que adaptou romances de domínio público em edições independentes para jovens leitores. Assim como Citizen 13660 publicado em 1946, um romance ilustrado e recontado do internamento de japoneses durante a Segunda Guerra Mundial.  Em 1947, a Fawcett Comics publicou Comics Novel #1: "Anarcho, Dictator of Death", uma história em quadrinhos de 52 páginas dedicada a uma única história, já a Editore Ventura usou a expressão não oficial "Picture Novel" na capa da revista bilíngue italiano-inglesa de banda desenhada Per voi! For you!. Em 1948, a editora espanhola Ediciones Reguera lançou uma coleção de adaptações de obras literárias chamada La novela gráfica.
Em a 1950, a St. John Publications publicou em formato digest o romance gráfico para adultos "It Rhymes with Lust", com notável influência de filme noir e estrelado por uma mulher ruiva manipuladora chamada Rust, este quadrinho foi anunciado como "um romance de longa-metragem original" em sua capa, possuia 128 páginas, foi escrito por "Drake Waller", pseudônimo da dupla Arnold Drake e Leslie Waller, ilustrada por Matt Baker e foi arte-finalizada por Ray Osrin. O romance gráfico fez sucesso suficiente para levar a uma segunda publicação, The Case of the Winking Buddha, desta vez escrito pelo romancista pulp Manning Lee Stokes e ilustrado por Charles Raab.
Em 1970, a editora brasileira Taíka publica o romance gráfico "O  Filho de Satã", escrita por Rubens Francisco Lucchetti e ilustrada por Nico Rosso.

## História

### Os primeiros quadrinhos para adultos

#### Tirinhas e Tijuana bible

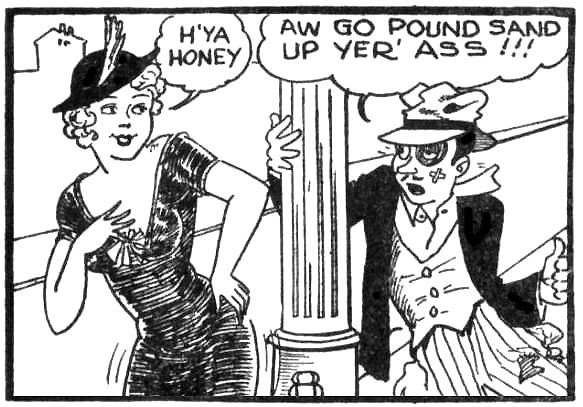
Exemplo de tijuana bible

Os precursores dos quadrinhos para adultos são certamente aquelas tirinhas em jornais e revistas. Por exemplo: em 1932 na Inglaterra Norman Pett desenhou para o jornal britânico Daily Mirror uma série de tira chamada Jane. Nas histórias destas tiras, a heroína muitas vezes encontrava-se em situações embaraçosas que a levava a perder sua roupa. A tirinha foi escrita, em certa medida, para elevar a moral das tropas militares longe de casa, chegando Winston Churchill a dizer que Jane era a "arma secreta" da Grã-Bretanha.
Não obstante, foi com as chamadas tijuana bibles, estreadas por volta de 1930, que algo próximo daquilo que entendemos hoje como quadrinhos para adultos puderam ser encontradas nos EUA: as tijuana bibles eram quadrinhos para adultos publicados clandestinamente e cuja impressão consistia em oito páginas retangulares baratas em preto e branco. Sua qualidade artística e roteiro eram toscos e as histórias consistiam em escapadas sexuais explícitas, normalmente com personagens bem conhecidos de desenhos animados, figuras políticas ou estrelas de cinema (sem a devida permissão), elas foram publicadas em 1930 e 1950 nos EUA.

#### Revistas pulp

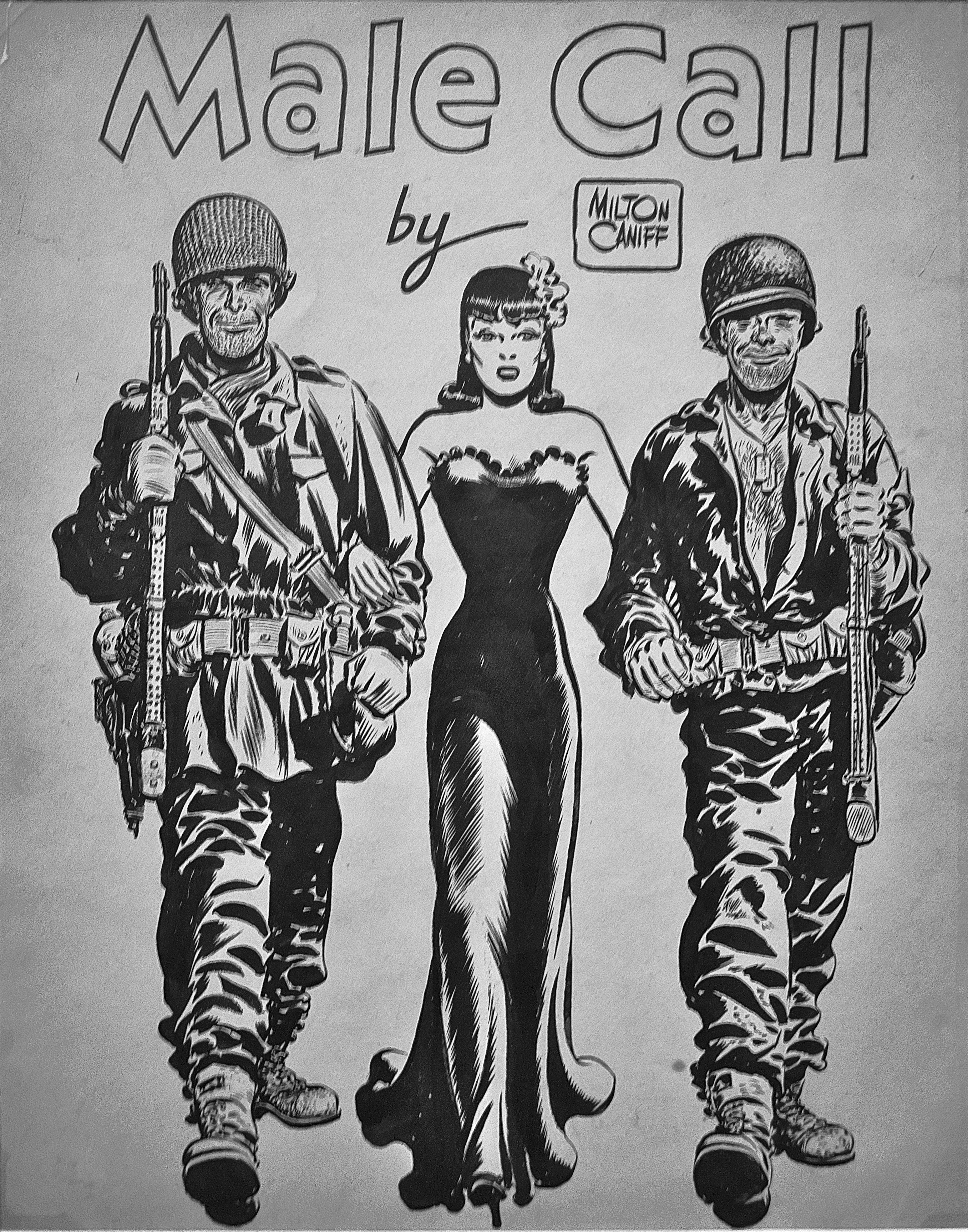
Male Call de Milton Caniff

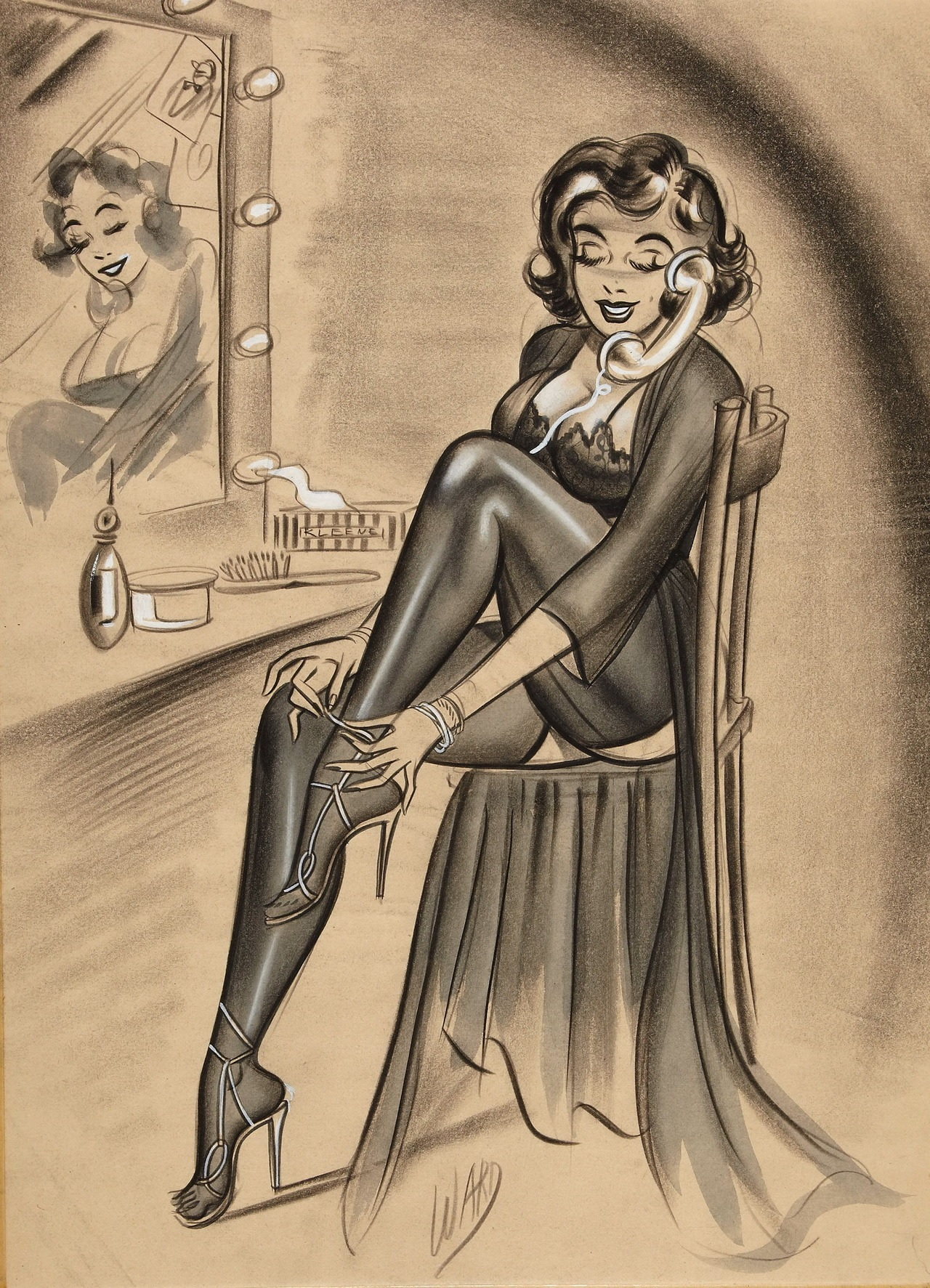
Arte de Bill Ward para a revista Humorama, 1963

Outro modelo precursor dos quadrinhos para adultos foram as revistas pulp: estas revistas apresentavam gravuras e histórias, nas quais heroínas muitas vezes apareciam seminuas e sensuais.  Muitos dos primeiros editores de quadrinhos iniciaram suas carreiras nestas revistas, como Harry Donenfeld, quem chegaria a fundar a DC Comics. São exemplos de revista pulp a Spicy Detective, The Parisienne, Parisian Life e Saucy Stories.
A Fiction House começou como uma editora de revistas pulp, lançando em 1938 a revista Sheena, Queen of the Jungle, a primeira de muitas tarzanide seminuas. As revistas da Fiction House rotineiramente mostravam mulheres atraentes nas capas - tendência que mais tarde se tornaria conhecida como good girl art, sendo o exemplo mais famoso os quadrinhos intitulados Torchy de Bill Ward iniciada em 1944.
Em 1941, a Quality Comics apresentou ao público histórias policiais com a Lady Fantasma, uma combatente do crime seminua que viria mais tarde a ser publicada pela Fox Feature Syndicate, quando ela passou a ser desenhada por Matt Baker, um dos mais famosos artistas das good girl art. Matt Baker é apontado como o primeiro a ilustrar uma graphic novel, a It Rhymes with Lust (1950), escrita pela dupla Arnold Drake e Leslie Waller. Em 1943, Milton Caniff começou a produzir Male Call, uma tira destinada aos soldados. Ainda na década de 1950, diversos quadrinistas produziram girlies cartoons (cartuns eróticos) para a revista pulp Humorama de Martin Goodman, dentre os artistas estavam Jack Cole, Dan DeCarlo.
As revistas pulp também eram conhecidas por sua violência e uso de armas: na época, personagens como The Shadow e  Batman eram detetives que usavam mais da violência que do intelecto. Historias dos gêneros policial e terror eram populares no final dos anos de 1940 e início dos anos de 1950, como os títulos de revistas pulp Crime Does Not Pay, Crime SuspenStories e The Vault of Horror.
Exemplo significativo da importâncias das revistas pulps na história dos quadrinhos é Joe Shuster, co-criador do Superman, quem, em 1953, ilustrou quadrinhos eróticos para a revista pulp Nights of Horror.

### Tempos de censura

#### A censura: o Código dos Quadrinhos

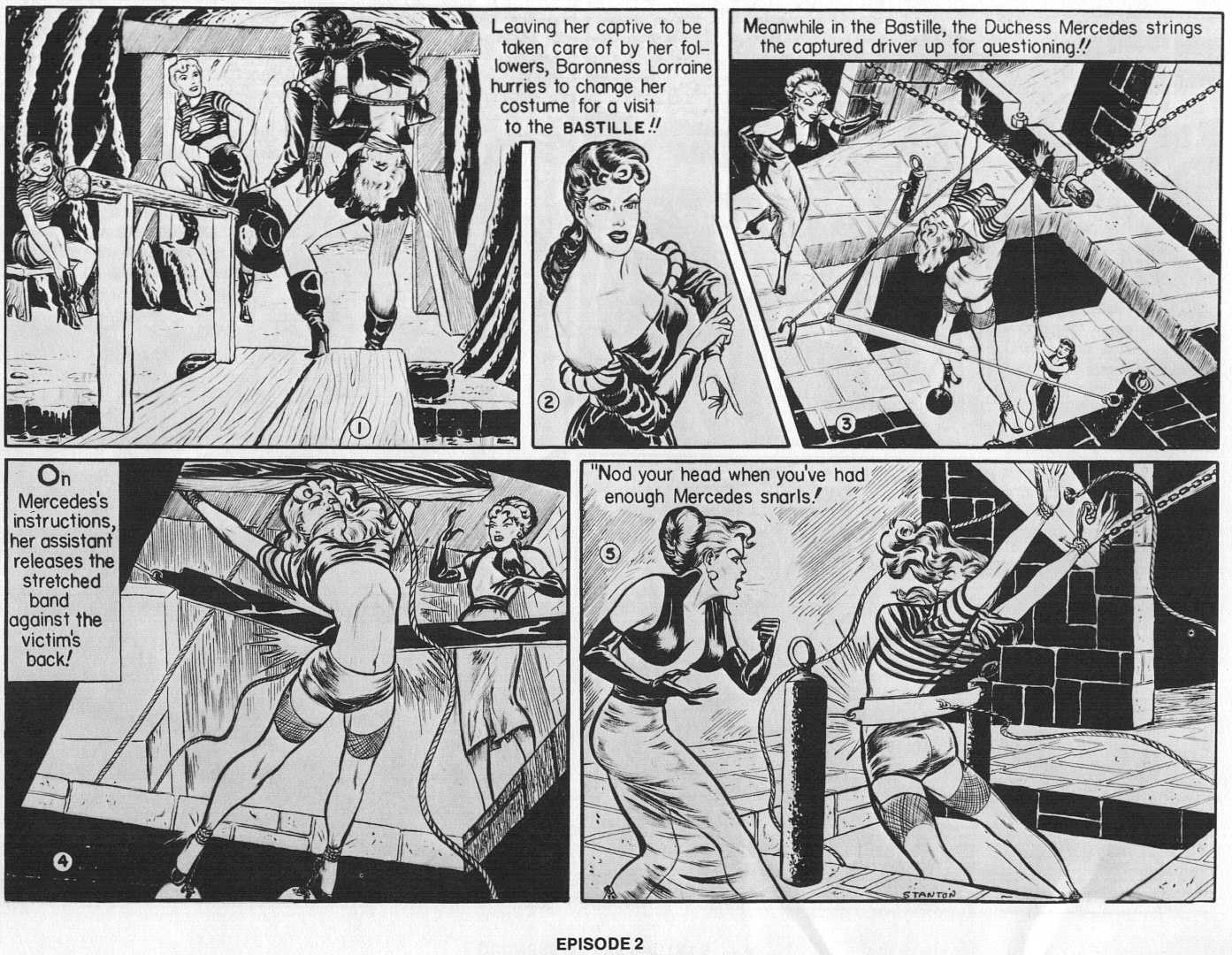
Duchess of the Bastille de Eric Stanton.

Um grande marco na história dos quadrinhos para adultos foi o estabelecimento, inicialmente nos EUA, do Comics Code Authority. O impulso inicial para a implementação deste código foi o livro Seduction of the Innocent publicado em 1954 pelo psicólogo Dr. Fredric Wertham, onde este alegou que a delinquência juvenil, a qual estava na época sendo amplamente noticiada, teria sido alimentada pelas histórias em quadrinhos. Por exemplo, ele alegou que Batman e Robin foram encorajadores da homossexualidade e lamentou o bondage visto na revista da Mulher-Maravilha. Na mesma obra, a EC Comics foi criticada pela violência gráfica vista em seus quadrinhos de crimes e terror ao ponto de seu editor William Gaines ter se prontificado a depor na comissão do Senado dos Estados Unidos da América, onde se colocou na defensiva afirmando que já estava censurando as passagens mais extremas de suas publicações.
Em parte, a fim de evitar que o governo impusesse uma solução, as grandes editoras se uniram para formar a Comics Code Authority, a qual deveria censurar os quadrinhos antes destes irem para o prelo e só permitir que suas marcas aparecessem, se as histórias passassem por seus padrões de censura. O padrão imposto foi alarmantemente rigoroso: ele proibiu editores de usarem as palavras "crime", "horror" ou "terror" em seus títulos; os agentes da polícia não podiam mais ser retratados em uma luz negativa e se um vilão cometesse assassinato, ele teria de ser pego e punido ao final da história; menções sobre vampiros, lobisomens ou zumbis foram proibidas[carece de fontes?] e exigia-se que as mulheres fossem desenhadas de forma realista e sem exposição indevida.[carece de fontes?]
Em geral, a DC e a Marvel Comics eram favoráveis ao padrão de censura, mas a EC Comics sofreu para se adaptar às novas regras, acabando por abandonar a maior parte de seus títulos e se concentrar na Mad Magazine, a qual, por ter mudado para o formato magazine, não precisava passar pela censura da Comics Code Authority. Editoras como a Dell Comics, a Gilberton e a Gold Key Comics (selo da Western Publishing) não se submeteram ao código, se valendo da reputação de suas publicações: a Gilberton publicava quadrinizações de obras literárias na revista Classics Illustrated e as editoras Dell e Gold Key publicavam quadrinhos licenciados baseados em séries de televisão, filmes e outros: como não eram associadas ao Comics Magazine Association of America, essas editoras eventualmente publicavam quadrinhos para adultos com títulos de terror.

#### As revistas para adultos
Por efeito direto do Comics Code Authority, houve uma nítida divisão entre as publicações de quadrinhos em geral e de quadrinhos para adultos, sendo que os quadrinhos para adultos se diferenciavam das histórias em quadrinhos em geral, as revistinhas, porque estas apresentavam selo de adequação para crianças. Além disso, as revistas direcionadas para adultos possuiam um formato diferenciado, o formato das magazines, as quais eram quase sempre maiores que as revistinhas norte-americanas (algo como 17 x 26cm). Assim, o formato grande das magazines e a ausência do selo de adequação para crianças eram indicativos óbvios de que elas eram destinadas a serem vendidas junto a outras revistas para adultos, ao invés de exibidas em estantes infantis, o que fez com que magazines  se tornassem um dos formatos mais comuns de quadrinhos para adultos.[carece de fontes?]
Uma destas magazines que continham quadrinhos para adultos era a revista Playboy, publicada pela primeira vez em 1953. Ela continha tiras de artistas individuais como: Alberto Vargas, Dan DeCarlo, Jack Cole e, mais tarde, de Olivia De Berardinis e Dean Yeagle com sua Mandy. Em meados dos anos de 1960 a revista Playboy passou a incluir quadrinhos para adultos contendo várias páginas. Uma destas história presentes na Playboy era a Little Annie Fanny, desenhada e escrita pelos membros da EC Comics Harvey Kurtzman e Will Elder, com auxilio ocasional do artista Frank Frazetta. Annie, a personagem principal dos quadrinhos da Playboy desta época, tinha sérios problemas para manter suas roupas no lugar.
Esta tendência também era observada em quadrinhos como: Phoebe Zeit-Geist, Sally Forth de Wally Wood e Oh, Wicked Wanda! publicado pela Penthouse e escrito e desenhado por Ron Embleton. A Penthouse lançou posteriormente títulos de revistas de história em quadrinhos para adultos como a Penthouse Comix com contribuições de Adam Hughes.[carece de fontes?] A partir de 1965 foi a vez da Warren Publishing começar a publicar quadrinhos para adultos em duas revistas em preto e branco, Creepy e Eerie, apoiando o trabalho de artistas que tinham trabalhado na linha de horror da EC Comics. A Warren acrescentou Vampirella em 1969 ao seu catálogo e depois a revista de ficção científica intitulada 1984 - denominada mais tarde, a partir do ano 1978, de 1994 -.[carece de fontes?] Em 1983, Warren foi à falência, mas, mais recentemente, a Dark Horse Comics passou a publicar edições encadernadas de algumas das antigas histórias da Warren, e reavivou as revistas Creepy e Eerie.[carece de fontes?]
Na França, este tipo de revista foi patrocinada pelo editor Eric Losfeld, o qual começou, no início dos anos 60, a publicar quadrinhos em formato de luxo com protagonistas femininas como Barbarella (1962) de Jean-Claude Forest. A antologia de quadrinhos franceses Pilote foi publicada entre 1959 e 1989 e contou com o trabalhos orientados para adultos de criadores como Jean Giraud (Moebius), Guido Crepax, Jean-Michel Charlier, Caza e o norte-americano Robert Crumb. Moebius publicou dois faroestes nas revistas Blueberry e Fort Navajo (roteirizado por Charlier).
Os editores da revista de humor americana National Lampoon descobriram a revista francesa adulta Métal Hurlant e em 1977 começaram a publicar a Heavy Metal, traduzindo as obras de Jean-Claude Forest, Jean Giraud, Guido Crepax, Milo Manara e Vittorio Giardino para o público norte-americano. Heavy Metal também forneceu um fórum para o trabalho de criadores americanos como Richard Corben e Howard Chaykin.[carece de fontes?]
Na Itália, por sua vez, surge em 1965 a revista Diabolik, criado pelas irmãs Angela e Luciana Giussani. A série, a qual conta a história de um ladrão astuto e calculista, foi publicada em formato de bolso (12 x 17cm) e inaugurou o gênero fumetti neri, um formato portanto bem diferente das magazines, mas também direcionado para adultos. Em 1965, Guido Crepax criou a personagem Valentina, como coadjuvante da série Neutron, publicada na revista italiana Linus.

### Resurgimentos dos quadrinhos para adultos

#### Underground comix
Embora os quadrinhos para adultos estivessem sendo publicados em formatos especiais, como aqueles das magazines e dos fumetti neri, os quadrinhos para adultos em seu formato original de revistinha continuaram a serem vendidos na década de 60 apoiados pelo movimento underground comix,o qual era encabeçado por artistas como Art Spiegelman, Robert Crumb, Harvey Pekar, Kim Deitch e Spain Rodriguez.
Também haviam aqueles quadrinhos para adultos vendidos em lojas de produtos de contracultura, porém estes estabelecimentos entravam constantemente em conflito com a polícia, dificultando a distribuição dos mesmos. Este era o caso do quadrinho para adulto Cherry de Larry Welz produzido na década de 80, uma paródia erótica dos quadrinhos para adolescentes publicados pela Archie Comics.

#### Pequenos Editores
Outros dois movimentos que ajudaram a manter a produção de quadrinhos para adultos próximos aos seus formatos originais pré-censura foram as fanzines inspirados na revista Mad e os editores independentes. Por editores independentes entende-se aqueles editores que são os próprios autores de suas obras ou aqueles editores que, apesar de publicarem obras de outros artistas, mantêm os direitos autorais nas mãos destes últimos (modelo designado como creator-owned em inglês). São muitos os exemplos desta forma de editoração de quadrinhos para adultos nesta época, segue abaixo alguns deles.
Wally Wood teve, em 1966, a ideia de publicar sua própria revista em quadrinhos - a witzend - e vendê-la através de lojas especializadas, para o que recrutou, entre seus amigos, artistas famosos como Jack Kirby, Steve Ditko, Frank Frazetta, Gil Kane e Art Spiegelman, publicando os mais variados temas. A Pacific Comics dos irmãos Bill e Steve Schanes abriu sua primeira loja em 1974, publicando a Rocketeer de Dave Stevens, pequena loja que se tornaria uma imensa distribuidora de quadrinhos da costa pacífica dos EUA e que passou a ser uma opção de publicação para artistas independentes.
Na frança, em 1974, Jean Giraud e alguns de seus companheiros  estavam insatisfeitos com a Pilote e fundaram a revista a Métal Hurlant, que publicou quadrinhos adultos de ficção científica e fantasia.
Na Inglaterra, por sua vez, surge em 1977 a antologia britânica 2000 AD, a qual contou com o trabalho de muitos escritores e artistas que estavam a tornar-se influentes no mercado de quadrinhos para adultos dos Estados unidos, como Alan Moore e Dave Gibbons, assim como Neil Gaiman. Outra popular revista britânica é a Viz, a qual parodia antologias de quadrinhos britânicos com uma injeção de sexo incongruente ou de violência.[carece de fontes?] Enquanto 2000 AD é focada em aventura, a Viz é focados em humor.[carece de fontes?]
Já em 1976 a Fantagraphics Books começou a publicar o The Comics Journal e mais tarde o Amazing Heroes com artigos sobre quadrinhos, sendo que só a partir de 1982 eles passaram a publicar as próprias histórias em quadrinhos com a publicação de Love and Rockets de Gilbert Hernandez e Jaime Hernandez.[carece de fontes?] Foi, entretanto, em 1990 que a Fantagraphics Books chegou a estabelecer seu selo Eros Comix, a qual era constituída de reimpressão de títulos criados por Wally Wood e Frank Thorne, bem como a Birdland de Gilbert Hernandez.
O canadense Dave Sim começou a publicar a Cerebus em 1977. No mesmo ano, Wendy e Richard Pini passaram a escrever a Elfquest, publicada através de editora própria, a WaRP Graphics. Por sua vez, a Antarctic Press foi fundada em 1984 e publicou mangás americanos, assim como material de artistas independentes. Em 1986 seria a vez da Dark Horse Comics ser fundada, a qual viria a publicar Sin City de Frank Miller. Em 1996 a Avatar Press forneceria espaço para as obras de Alan Moore e Al Rio e finamente em 1997 a Top Shelf Productions foi fundada e viria a publicar títulos adultos como o quadrinho erótico Lost Girls de Alan Moore e Melinda Gebbie.
O Italiano Paolo Eleuteri Serpieri - ou apenas Serpieri - publica de 1985 até 2003 sua personagem erótica Druuna, a qual foi desenhada em um realismo artístico incrível e habita um mundo de ficção científica em um cenário apocalíptico. Entre várias outras versões, Druuna foi lançada na revista Heavy Metal em inglês, pela editora Alessandro em italiano e pela Bagheera em francês. As últimas edições em francês foram publicadas pela editora Glénat.[carece de fontes?]

### Os selos para adultos
Martin Goodman, editor da Marvel Comics na década de 60, foi também editor de algumas revistas do gênero Men's adventure, as quais publicavam tiras de quadrinhos para adultos: esta conexão com a Marvel Comics o possibilitou trazer alguns dos artistas de quadrinhos para desenharem e escreverem tiras para adultos em suas revistas, tiras que depois eram recolhidas e lançadas separadamente como revista one-shot sob o título de The Adventures of Pussycat pela Magazine Management Company, um braço da Marvel Comics. A The Adventures of Pussycat era escrita e desenhada por Wally Wood, Bill Ward e Jim Mooney e apesar de haver no seu interior referência à Marvel, não havia qualquer logotipo seu na capa e nem qualquer selo da Comics Code. A falta deste último selo era um sutil sinal de que se encontraria conteúdo adulto nestes quadrinhos.
Alguns anos depois, a Marvel Comics lançaria diversos títulos no ramo, como: Savage Tales (1971-75), The Tomb of Dracula (1972-79) e Savage Sword of Conan (1974-95). Paralelamente a isso, o sucesso da Heavy Metal - com sua ficção científica e fantasia - não passou despercebida e em 1982 a Marvel lançou o selo Epic Comics, sob o qual passou a publicar diversos quadrinhos para adultos. Em 1986, porém, o selo foi cancelado e apenas a publicação da Savage Sword of Conan foi, até o ano de 1995, mantida.[carece de fontes?]
Não obstante, na década de 80 houve uma tendência crescente para o anti-heroísmo sombrio, assim como o aumento da violência nos quadrinhos: o Punisher da Marvel Comics recebeu seu próprio título em 1985,[carece de fontes?] em 1986 Alan Moore publicaria, pela DC Comics, a minissérie Watchmen e Frank Miller o título The Dark Knight Returns.[carece de fontes?] Estava-se, portanto, em plena operação uma revitalização dos quadrinhos para adultos dentro das grandes editoras. [carece de fontes?]
Ambas, a Marvel e a DC Comics, começaram, na década de 80, a publicar quadrinhos com avisos especiais em suas capas, tais como: "para leitores maduros" ou "sugeridos para leitores maduros". Entre os títulos portadores destes selos estavam: The Shadow (1986), The Question (a partir do nº 8 de 1987), Slash Maraud (1987), Monstro do Pântano (a partir do nº 57 de 1987), Vigilante (a partir do nº 44 de 1987), Wasteland (1987), Batman: A Piada Mortal (1988), Green Arrow (do nº 1 ao nº 62 – de 1988 a 1992), Haywire (1988), Hellblazer (1988), Tailgunner Jo (1988), V de Vingança (1988), Blackhawk (1989), Gilgamesh II (1989), Sandman (1989), Shade the Changing Man (1990), Twilight (1990), World Without End (1990), Mister E (1991) e Homem Animal (1992).
Em 1993, a DC Comics inicia publicações sob seu hoje famoso selo de quadrinhos para adultos, o selo Vertigo, o qual permitia conteúdo adulto explícito nos títulos selecionados.[carece de fontes?] Títulos notáveis da Vertigo, incluem os vencedores Eisner Award: Fables, 100 Balas, Preacher e Sandman,[carece de fontes?] assim como várias revistas em quadrinhos que foram adaptados para o cinema, como: Hellblazer, Stardust e V de Vingança. Em 2001 a Marvel Comics decidiu retirar-se do Comics Code Authority e criar seu próprio sistema de classificação de conteúdos, além de um selo orientado para adultos, o selo MAX Comics. Em janeiro de 2011 a DC anunciou que também estavam se retirando do Comics Code e o único membro remanescente, a Archie Comics, retirou-se um dia depois, levando o Comics Code Authority ao seu fim.

### No Brasil e Portugal
Na década de 1950, em meio a um cenário de forte repressão moral e legal, Carlos Zéfiro produzia os chamados catecismos,: quadrinhos eróticos vendidos clandestinamente e considerados transgressores à moral da época. Esses quadrinhos tinham distribuição informal e circulavam entre adultos, geralmente escondidos das autoridades e da sociedade conservadora.
Zéfiro era o pseudônimo de Alcides Aguiar Caminha, um discreto funcionário público carioca cuja identidade permaneceu oculta por décadas, sendo revelada apenas em 1991, por meio de uma reportagem do jornalista Juca Kfouri na revista Playboy. O anonimato não era apenas uma escolha estética, mas uma necessidade: Caminha temia ser demitido, pois a legislação vigente não tolerava condutas consideradas imorais. O Estatuto dos Funcionários Públicos Civis da União (Lei nº 1.711, de 1952) previa a demissão de servidores por “incontinência pública e escandalosa” ou “vício de jogos proibidos e embriaguez habitual”. Além disso, a Lei nº 2.083, de 1953, proibia expressamente a impressão, venda ou importação de publicações consideradas obscenas, cuja definição cabia ao Juiz de Menores ou, na ausência deste, a qualquer magistrado.
Zéfiro se inspirava em diversas fontes, entre elas os quadrinhos românticos mexicanos publicados pela editora Editormex (ou Ediex), caracterizados por histórias com poucos quadros por página, e também nas fotonovelas pornográficas de origem sueca. 
Apesar de ter sido o nome mais notório desse tipo de produção, Zéfiro não foi o único. Outros autores também desenharam catecismos, como o quadrinista baiano Eduardo Barbosa, embora muitos preferissem permanecer anônimos.

Com a implementação do Comics Code nos EUA e uma vez que a sua versão brasileira lançada pelas principais editoras do país (EBAL, Abril, O Cruzeiro e Rio Gráfica Editora) não teve tanto impacto como o código original, a demanda por quadrinhos adultos brasileiros aumentou, especialmente aqueles de terror. Assim, a editora La Selva, a qual em 1951 publicava a revista O Terror Negro com o super-herói de mesmo nome e chegou a transformar a revista em um título de terror com histórias da revista americana The Beyond, se virou para os autores locais quando o material norte-americano acabou.

Cartaz do filme Volúpia de Mulher (1984), arte de Eugenio Colonnese.

Por sua vez, a revista pulp X-9 da Rio Gráfica Editora publicou a série Assombrações, baseada em lendas urbanas e ilustradas por Flavio Colin, Walmir Amaral, Gutemberg Monteiro e Manoel Victor Filho. Já nas décadas de 1960 e 70 destacaram-se os quadrinhos publicados pelas editoras Outubro por autores como Júlio Shimamoto, Ivan Saidenberg Jayme Cortez, Flavio Colin, entre outros e a Jotaesse, onde Eugênio Colonnese criou a sensual vampira Mirza.
Na EDREL de Minami Keizi, Claudio Seto se inspirou nos quadrinhos japoneses (mangás), trazendo influências do movimento gekigá na revista O Samurai e nos ecchis com a personagem Maria Erótica. Por conta do conteúdo das revistas, a editora foi alvo de censura pela Ditadura Militar e fechada em 1972. Apesar do título O Samurai, a Edrel não foi a primeira editora a publicar histórias sobre samurais no país, a EBAL publicou duas histórias de origem italiana na revista Epopéia: Os 47 Samurais (janeiro de 1957) e O Bravo Samurai (dezembro de 1958), em 1959, Júlio Shimamoto publicou pela Outubro, a história de terror Os Fantasmas do Rincão Maldito.
Em 1976 a Rio Gráfica Editora lançou a revista Kripta, com histórias de terror das revistas Creepy e Eerie da editora Warren Publishing. Em 1977, a editora Vecchi lançou a revista Spektro, a princípio publicando histórias americanas das editoras  Gold Key, Fawcett e Charlton, logo em seguida, o editor Ota republicou histórias de Júlio Shimamoto, Flávio Colin e Jayme Cortez para a Outubro e logo em seguida, novas histórias de autores locais como Watson Portela, Elmano Silva, Ofeliano de Almeida, entre outros.
Em 1978 Claudio Seto resgata a personagem Maria Erótica na editora Grafipar de Curitiba, além de criar a Katy Apache, uma cowgirl,  a ideia inicial era publicar o faroeste italiano Swea Otanka, sobre uma índia loira descendente de vikings. Katy se parecia coma personagem Hannie Caulder do filme de mesmo nome, estrelado pela atriz Raquel Welch. Tal como Caulder, Katy veste apenas um poncho. Dois anos antes, Claudio Seto montou um núcleo de quadrinhos na editora, que teve nomes como Mozart Couto, Watson Portela, Rodval Matias, Ataíde Braz, Sebastião Seabra, Franco de Rosa, Flávio Colin, Júlio Shimamoto, Gedeone Malagola, entre outros.
Em 1981 o estúdio D-Arte de Eugênio Colonnese e Rodolfo Zalla se torna uma editora, entre os títulos da editora estavam as revistas de terror Calafrio e Mestres do Terror.

## Escritoras e desenhistas mulheres
Embora a maioria dos escritores e artistas de quadrinhos para adultos tenham sido homens, também houve mulheres neste universo artístico. Olivia De Berardinis contribui com ilustrações para a revista Playboy. Elaine Lee, uma escritora que trabalhou tanto para DC quanto para a Marvel, colaborou com o artista Michael Kaluta para produzir Skin Tight Orbit, uma coleção de contos adultos publicados pela NBM para a seu selo Amerotica. Wendy Pini também trabalhou para a Marvel, mas é mais conhecida por sua série Elfquest, a qual produziu com seu marido Richard. Amanda Conner trabalhou na Codename:Knockout da Vertigo e finalmente Melinda Gebbie trabalou com Alan Moore na Lost Girls.

### Livros
| - Amash, Jim; Nolen-Weathington (2021). Matt Baker: The Art of Glamour (PDF). [S.l.]: TwoMorrows. Cópia arquivada (PDF) em 12 de fevereiro de 2021 - Batchelor, Tim; et all (2010). Rude Britannia: British comic art. [S.l.]: Tate Pub. ISBN 978185437886-6 - Bramlett, Frank; Cook, Roy; Meskin, Aaron (2017). The Routledge Companion to Comics. [S.l.]: Routledge. ISBN 9780415729000 - Bongco, Mila (2013). Reading Comics: Language, Culture, and the Concept of the Superhero in Comic books. [S.l.]: Routledge. ISBN 9780815333449 - Braga, Flávio; Patati, Carlos (2006). Almanaque dos quadrinhos - 100 anos de uma mídia popular. [S.l.]: Ediouro. ISBN 9788500016905 - Brenner, Robin E. (2007). Understanding manga and anime. [S.l.]: Libraries Unlimited. ISBN 9781591583325 - Castaldi, Simone (2010). Drawn and Dangerous: Italian Comics of the 1970s and 1980s. Mississippi: Univ. Press of Mississippi. ISBN 9781604737493 - Chnen, Nobu (2011). Linguagem HQ – Conceitos Básicos. [S.l.]: Criativo. ISBN 9788564249189 - Garcia, Santiago (2010). La novela gráfica. [S.l.]: Astiberri Ediciones. ISBN 9788492769308 - Golden, Christopher; Bissette, Stephen; Sniegoski, Thomas E. (2000). Buffy the Vampire Slayer: The Monster Book. [S.l.]: Simon & Schuster. ISBN 9780671042592 - Goldsmith, Francisca (2009). The Readers' Advisory Guide to Graphic Novels. [S.l.]: ALA Editions. ISBN 9780838915097 - Hoffman, Eric (2014). Cerebus the Barbarian Messiah: Essays on the Epic Graphic Satire of Dave Sim and Gerhard. [S.l.]: Editora McFarland & Cia. ISBN 9780786468898 - Goulart, Ron (2007). Good Girl Art. [S.l.]: Hermes. ISBN 1932563873 - Jones, Gerard (2006). Homens do amanhã - geeks, gângsteres e o nascimento dos gibis. [S.l.]: Conrad Editora. ISBN 9788576161608 - Júnior, Gonçalo (2004). Editora Companhia das Letras, ed. A Guerra dos Gibis - a formação do mercado editorial brasileiro e a censura aos quadrinhos, 1933-1964. [S.l.: s.n.] ISBN 9788535905823 - Kaplan, Arie (2006). Masters of the comic book universe revealed!. [S.l.]: Chicago Review Press. ISBN 9781556526336 - Lent, John A. (1999). Themes and issues in Asian cartooning: cute, cheap, mad, and sexy. [S.l.]: Popular Press. ISBN 9780879727796 | - Lopes, Paul Douglas (2009). Demanding Respect: The Evolution of the American Comic Book. [S.l.]: Temple University Press. ISBN 9781592134434 - Madden; at. all (2006). A Primer of the Novel: For Readers and Writers. [S.l.]: Scarecrow Press. ISBN 9781461655978 - Madison, Nathan Vernon (2013). Anti-Foreign Imagery in American Pulps and Comic Books, 1920-1960. [S.l.]: McFarland. ISBN 9781476601366 - Maremaa, Thomas (2004). "Who is this Crumb?". In. Holm, D. K. R. Crumb: Conversations. [S.l.]: University Press of Mississippi. ISBN 9781578066377 - Nordin, Kenneth D.; Ursitti, Joseph (1997). Understanding the funnies: critical interpretations of comic strips. [S.l.]: Procopian Press - Raffaelli, Luca (1997). Il fumetto: un manuale per capire, un saggio per riflettere. [S.l.]: Il Saggiatore. ISBN 9788842804376 - Rémy, Jean (1991). L'autre éducation sentimentale. [S.l.: s.n.] ISBN : 2738101281 Verifique \|isbn= (ajuda) - Rhoades, Shirrel (2008). A complete history of american comic books. [S.l.]: Peter Lang. ISBN 9781433101106 - Rhoades, Shirrel (2008). Comic books: how the industry works. [S.l.]: Peter Lang Publishing Inc. ISBN 9780820488929 - Pilcher, Tim (2008a). Erotic comics: A Graphic History - Volume 1: From birth to 1970s. [S.l.]: Ilex Press. ISBN 978-1-78157-147-7 - Sabin, Roger (1993). Adult Comics: An Introduction. [S.l.]: Taylor & Francis. ISBN 9780415044196 - Schelly, Bill (2010). Founders of Comic Fandom: Profiles of 90 Publishers, Dealers, Collectors, Writers, Artists and Other Luminaries of the 1950s and 1960s. [S.l.]: McFarland. ISBN 9780786443475 - Schodt, Frederik L. (2014). Dreamland Japan: Writings on Modern Manga. [S.l.]: Stone Bridge Press, Inc. ISBN 9781611725537 - Silva, Francisco (2000). Dicionário crítico do pensamento da direita: idéias, instituições e personagens. [S.l.: s.n.] ISBN 9788574780146 - Spanier, Rick (2003). Against the Grain. [S.l.: s.n.] ISBN 1893905233 - Stein, Daniel; Thon, Jan-Noël (2013). From Comic Strips to Graphic Novels. [S.l.]: Walter de Gruyter. ISBN 9783110282023 |

### Artigos
| - Cavalcanti-Cunha, Maria Jandyra; Moreira, Djenane Arraes (2016). «Procedimentos de Joe Sacco na prática do jornalismo em quadrinhos». esferas. 5 (9): 135-144 - Chambliss, Julian; Svitavsky, William (2008). «From Pulp Hero to Superhero: Culture, Race, and Identity in American Popular Culture, 1900-1940». Studies in American Culture. 1 (30). Cópia arquivada em 20 de abril de 2021 - Codespoti, Sérgio (2005). «Os quadrinhos na Europa». Editora Eclipse. Eclipse Quadrinhos - Especial Kaboom (1): 24-25 - Dowling, Sarah (2014). «"How Lucky I Was to Be Free and Safe at Home":Reading Humor in Mine´ Okubo's Citizen 13660». Journal of Women in Culture and Society. 14 (2) - Lavin, Michael (2013). «Women in comic books». Serials Review. 2 (24): 93-100 - Mateus, Anabela (2007). «As pulp magazines» (PDF). Edições Universitárias Lusófonas. Babilónia : Revista Lusófona de Línguas, Culturas e Tradução (5): 57-65. ISSN 1646-3730. Cópia arquivada (PDF) em 20 de abril de 2021 - Moya, Álvaro (2005). «Sexo em quadrinhos». Eclipse Quadrinhos - Especial Kaboom (1): 36-27 | - Moya, Álvaro (2005). «Terror nos bastidores». Editora Eclipse. Eclipse Quadrinhos - Especial Kaboom (1): 28-29 - Pecina, Jozef (2020). «The Shadow and the dual-identity avenger tradition in American popular fiction» (PDF). doi:10.2478/aa-2020-0005 - Porto, Bruno (2019). «Horror comics logos: classifying letters that shock, scare and gore» (PDF). USP. Jornada internacional de história em quadrinhos - Sandifer, Philip (2006). «Review of Lost Girls by Alan Moore and Melinda Gebbie». Interdiciplinary Comics Studies. 3 (1). ISSN 1549-6732 - Santos Neto, Elydio (2009). «Minami Keizi, a Edrel e as HQs brasileiras: Memórias do desenhista, do roteirista e do editor» (PDF). Universidade Municipal de São Caetano do Sul. Caderno.com. 4 (1): 28-48. ISSN 1980-0916 - Zhou, Xiaojing (2007). «Spatial Construction of the "Enemy Race": Miné Okubo's Visual Strategies in Citizen 13660». Coloring America: Multi-Ethnic Engagements with GraphicNarrative. 32 (3): 55-73 |

### Web

#### A - H
| - Aguiar (2017). «Alvorada em quadrinhos». Cópia arquivada em 6 de abril de 2021 - Abrahão, Alessandro (2009). «EC Comics: da glória ao ocaso». Universo HQ - Almeida (2011). «Assombrações nacionais na revista "X-9"». Cópia arquivada em 8 de setembro de 2017 - Almeida, Luana (2019). «'Filhas do campo': Estudante faz reportagem em quadrinhos sobre agricultoras paraibanas». Cópia arquivada em 17 de agosto de 2019 - Anaz, Sílvio (2008). «Uma breve história dos quadrinhos (parte 2)». Consultado em 16 de setembro de 2016. Arquivado do original em 23 de setembro de 2016 - Archer, Dan (2021). «Graphic Journalism by Dan Archer». Cópia arquivada em 22 de março de 2021 - Assis, Érico (2002). «Parênteses: TPBs brasileiros - uma proposta». Omelete. Consultado em 17 de maio de 2010. Cópia arquivada em 4 de setembro de 2018 - Assis, Érico (2007). «Morre o quadrinista Arnold Drake: Criador da Patrulha do Destino e do Desafiador tinha 83 anos». omelete.com.br. Cópia arquivada em 6 de abril de 2021 - Assis, Érico (2008). «Lá Fora - Monte sua gibiteca de quadrinhos importados aproveitando o dólar baixo». Omelete. Cópia arquivada em 4 de setembro de 2018 - Assis, Érico (2009). «Livro revela desenhos eróticos de co-criador do Superman». omelete.com.br. Cópia arquivada em 20 de julho de 2011 - Assis, Érico (2011). «Selo do Código de Ética é completamente abolido por editoras de quadrinhos». Omelete. Consultado em 12 de abril de 2021 - Assis, Érico (2017). «Morre o quadrinista Arnold Drake». omelete.uol.com.br. Cópia arquivada em 6 de abril de 2021 - AtomicAvenue (2021a). «Tomb of Dracula». Cópia arquivada em 18 de setembro de 2016 - AtomicAvenue (2021b). «Savage Sword of Conan». Cópia arquivada em 18 de setembro de 2016 - Azevedo (2013). «done her wrong». www.universohq.com. Cópia arquivada em 18 de agosto de 2019 - Barrero, Manuel (2008). «La novela gráfica. Perversión genérica de una etiqueta editorial» - Barroso, Maurício (2010). «Eles só pensavam naquilo». Leituras da História. Editora Escala. Arquivado do original em 22 de dezembro de 2016 - BBC (2014). «Grant Morrison cria HQ especial sobre liberdade». Cópia arquivada em 5 de outubro de 2016 - Brandão, Pedro (2017a). «O jornalismo em quadrinhos de Carol Ito». Cópia arquivada em 12 de abril de 2019 - Brandão, Pedro (2017b). «O jornalismo em quadrinhos de Robsom Vilalba». Cópia arquivada em 12 de abril de 2019 - Caetano, Maria João (2016). «Ao ilustrador Nuno Saraiva só lhe falta cantar o fado». Cópia arquivada em 4 de agosto de 2020 - Calazans, Diego (2004). «O Edifício». Universo HQ. Cópia arquivada em 1 de outubro de 2020 - Comicsstripfan (2021). «Other Adult Publication GGA - Bill Ward». Cópia arquivada em 25 de janeiro de 2021 - Campbell, Eddie (2007). «What Is a Graphic Novel?». Cópia arquivada em 17 de abril de 2021 - Codespoti, Sérgio (2001). «Quadrinhos Adultos, censura e outros bichos do mercado». Universo HQ. Cópia arquivada em 2 de dezembro de 2020 - Codespoti, Sérgio (2006). «Dark Horse lança trabalho clássico de Matt Baker». Universo HQ. Cópia arquivada em 1 de outubro de 2020 - Codespoti, Sérgio (2008). «Quando a nomenclatura faz a diferença». Universo HQ. Consultado em 16 de maio de 2010 | - Codespoti, Sérgio (2009). «A importância da linha clara e do estilo atômico». Universo HQ. Cópia arquivada em 19 de setembro de 2020 - Codespoti (2016). «Bolland, Gibbons, McMahon, O'Neill e Mills em 2000 AD # 2000». Cópia arquivada em 26 de novembro de 2020 - Danton, Gian (2011). «Entrevista Claudio Seto - O Samurai Mágico da HQB (parte 2)». Bigorna.net. Cópia arquivada em 22 de janeiro de 2021 - Danton, Gian (2001). «Grafipar - A editora que saiu do eixo». Omelete. Cópia arquivada em 15 de fevereiro de 2019 - Dark Horse (2019). «History». Cópia arquivada em 17 de março de 2021 - de Maio, Alexandre (2021a). «bio». Cópia arquivada em 28 de janeiro de 2021 - de Maio, Alexandre (2021b). «comics-journalism». Cópia arquivada em 25 de janeiro de 2021 - Demarest, Rebecca A. (2010). «Superheroes, Superpowers, and Sexuality». Inquiries. Cópia arquivada em 4 de dezembro de 2020 - Deis, Robert (2011). «The "missing" HorrorHound article». Cópia arquivada em 11 de abril de 2018 - Delfin (2007). «O Capitão Z Apresenta: Ano 2000 - Programa 2». Cópia arquivada em 21 de setembro de 2020 - Desconhecido (2009). «Secret Identity: The Fetish Art Of Joe Shuster». paulgravett.com. Cópia arquivada em 14 de fevereiro de 2020 - Diasporados (2019). «Uma reportagem em quadrinhos sobre refugiados e imigrantes». Cópia arquivada em 1 de janeiro de 2019 - Digiqole (2020). «Revista Badaró». Cópia arquivada em 1 de novembro de 2020 - Doherty, Thomas (1996). «Art Spiegelman's Maus: Graphic Art and the Holocaust». American Literature. 68 (1): 69-84. Cópia arquivada em 15 de abril de 2021 - Draco (2021). «Cortabundas – O Maníaco de José Walter». Cópia arquivada em 25 de novembro de 2020 - Faraci (2016). «From SWAMP THING to PREACHER: The History of Vertigo Comics». Consultado em 19 de setembro de 2016. Arquivado do original em 30 de junho de 2016 - Galeeva, Olga; Lousa, Teresa; Almeida, Flávio (2018). «Guido Crepax – Valentina – The Shape of Her Time». Art & Sensorium. 5 (2). ISSN 2358-0437. Cópia arquivada em 14 de agosto de 2020 - GCD (2021). «Alvorada em quadrinhos». Cópia arquivada em 30 de setembro de 2020 - Gelmini (2015). «History of Marvel MAX». Cópia arquivada em 20 de abril de 2016 - Giussiani (2001). «Morre Luciana Giussiani, uma das criadoras de Diabolik». Universo HQ - González, Andrea T. (2013). «Historia del cómic erótico en España, Francia e Italia.» (PDF). Schema (3). ISSN 2256-3717. Cópia arquivada (PDF) em 13 de abril de 2021 - Graves, David (2000). «Death of 'Jane', the model who helped win war». Cópia arquivada em 19 de junho de 2020 - Groensteen, Thierry (2015). «"maestro": chronique d'une découverte». Cópia arquivada em 6 de agosto de 2020 - Guedes, Roberto (2004). «Warren - O melhor terror do mundo!». HQManiacs. Arquivado do original em 17 de outubro de 2016 - Gusman, Sidney (18 de setembro de 2006). «Gibihouse comemora os 30 anos de KriptaHQ». Universo HQ. Consultado em 12 de abril de 2021 - Heer, Jeet (2003). «Free Mickey!». The Boston Globe (em inglês). Consultado em 8 de outubro de 2011. Cópia arquivada em 8 de março de 2021 |

#### I - Z
| - Imagecomics (2013). «Image: Frequently Asked Questions». Arquivado do original em 7 de outubro de 2014 - Imagecomics (2021). «Comis and Graphic Novels». Cópia arquivada em 31 de março de 2021 - Inkwell Comics (2021). «The Nib». Cópia arquivada em 6 de abril de 2021 - Junior, Gonçalo (2008a). «Resenha Maria Erótica Nova Fase». Universo HQ. Cópia arquivada em 26 de janeiro de 2021 - Junior, Gonçalo (2008b). «Resenha Maria Erótica - Fantasia Adulta Em Quadrinhos # 1». Universo HQ. Cópia arquivada em 2 de fevereiro de 2021 - Keys, Lisa (2003). «Drawing Peace In the Middle East». The Forward. Cópia arquivada em 24 de fevereiro de 2021 - Kitani; Lourenço (2016). «HQ: O Haiti é aqui». Cópia arquivada em 26 de janeiro de 2021 - Knowles (1999). «Jim Mooney Over Marvel». Cópia arquivada em 11 de fevereiro de 2021 - Lambiek (2021). «Vintage Erotica - The Imaginative World of Erotic Illustration». Cópia arquivada em 28 de janeiro de 2021 - Leão, Tom (2010). «Raros quadrinhos eróticos americanos dos anos 1930 a 50 ganham caixa de luxo em português». Extra (jornal do Rio de Janeiro). Cópia arquivada em 19 de janeiro de 2021 - Lucchetti (2011). «Estórias Adultas - Uma revolução nos quadrinhos brasileiros». Jornal do Cinma - Lechenaut, Émilie (2014). «Pédagogie du manga érotique». Hermès, La Revue. 69 (2): 113-115. doi:10.3917/herm.069.0113. Cópia arquivada em 11 de abril de 2021 - MacKay, Kate (2000). «Weasels Ripped My Flesh! Vintage Men's Adventure Magazines». Cópia arquivada em 26 de janeiro de 2021 - Magalhães, Henrique (2010). «Mesmo com tiragem e vida curtas, as HQs alternativas tiveram seu papel na crítica à ditadura». Arquivado do original em 21 de setembro de 2016 - Marins; Vicentis; Freitas (2021). «Um olhar sobre a prostituição no parque mais antigo de São Paulo». Cópia arquivada em 17 de agosto de 2019 - McLelland, Mark (2006). «A Short History of Hentai». Cópia arquivada em 26 de março de 2021 - Menezes, Luiza Oliveira de; Lima, Fernanda Alves de Morais (2015). «O erotismo nos quadrinhos: ferramenta artística, política e social» (PDF). Entrepalavras. 5 (5): 269-278. ISSN 2237-6321. Cópia arquivada (PDF) em 11 de abril de 2021 - Morais, Bia (2002). «Maria Erótica, a máquina do prazer». site do Jornal do Paraná. Cópia arquivada em 11 de fevereiro de 2021 - Martins, Jotapê; at. all (2000). «Novo projeto Vertigo de Garth Ennis». Omelete. Cópia arquivada em 14 de março de 2016 - Naranjo, Marcelo (2001). «No Brasil, terror tinha nome: Spektro -». Universo HQ. Consultado em 12 de abril de 2021 - Naranjo (2003). «Conheça mais detalhes sobre o álbum Na Trilha do Prazer». Universo HQ. Cópia arquivada em 16 de junho de 2018 - Noel (2016). «Jim Mooney». Cópia arquivada em 23 de janeiro de 2021 - Ota (2011). «Artigos: Os quadrinhos nacionais da Vecchi - Parte Final». Bigorna.net. Consultado em 11 de abril de 2021 - Pacheco, Eloyr (2005). «Entrevistas: Entrevista: Ivan Saidenberg». Bigorna.net. Consultado em 11 de abril de 2021 - Pacheco, Eloyr (2009). «Bigorna.net: Entrevistas: Entrevista: Sebastião Seabra». www.bigorna.net. Consultado em 12 de abril de 2021. Cópia arquivada em 2 de dezembro de 2018 - Patati (2010). «Será que os gibis de terror eram infantis?». Cópia arquivada em 24 de setembro de 2016 - Pereira (2015). «Erotic Comics: An overview of eroticism and adult pornography in comics». Cópia arquivada em 26 de janeiro de 2021 | - Pilcher, Tim (2008). Erotic comics: A Graphic History - Volume 2: From the 1970s to the Present Day. [S.l.]: Ilex Press. ISBN 9781908150202 - Pinto, Bruno; Loureiro, Penim; Nogueira, Quico (2016). : Bruno Pinto e Luís Filipe Lopes, ed. Reportagem especial - adaptação às alterações climáticas em Portugal (PDF). [S.l.: s.n.] ISBN 9789899969759. Cópia arquivada (PDF) em 26 de novembro de 2020 - Premiovladimirherzog (2017). «A execução de Ricardo». Cópia arquivada em 13 de novembro de 2020 - Projeto Gutenberg (1976). «Fantagraphics Books». Cópia arquivada em 7 de novembro de 2015 - Quatro Marias (2021). «Uma reportagem em quadrinhos sobre as realidades do aborto no Brasil». Cópia arquivada em 22 de janeiro de 2021 - Ramone (2015). «A trajetória das HQs de terror no Brasil». Cópia arquivada em 2 de dezembro de 2020 - Ramone, Marcus (2015). «Quadrinhos não são feitos para crianças?». Universo HQ. Cópia arquivada em 6 de dezembro de 2019 - Ramos, Paulo (2008). «Morre Eugênio Colonnese, o criador de Mirzaurl=». Arquivado do original em 3 de março de 2016 - Read comics online (2021). «Good Girl Art Quarterly». Cópia arquivada em 25 de abril de 2021 - Royaards, Tjeerd (2021). «About». Cópia arquivada em 3 de abril de 2021 - Salles, José (2005). «Bang-bang Brasiliano». site Bigorna.net. Cópia arquivada em 12 de fevereiro de 2021 - Sanford, Jay Allen (2004). «The birth and death of Pacific Comics». Cópia arquivada em 21 de janeiro de 2021 - Saraiva (2021). «Socorro! Polícia! Um Quadrinho Sobre o Que A Pm Sofre e o Que Sofremos Com Ela». Cópia arquivada em 17 de agosto de 2019 - Spaca, Rafael (2017). «"Sou tímido, não humilde"». Bravo! (em inglês). Consultado em 20 de outubro de 2019 - The digital comic museum (2021). «Torchy». Cópia arquivada em 25 de fevereiro de 2021 - Topshelcomix (1997). «About us». Cópia arquivada em 30 de novembro de 2020 - Universo HQ (2021). «Little Ego». Arquivado do original em 1 de fevereiro de 2010 - Ventura (2015). «L'invenzione del picture novel. Breve storia delle edizioni Ventura (1945-1947)». Cópia arquivada em 6 de janeiro de 2021 - Vergueiro, Waldomiro (2000). «O formatinho está morto! Longa vida ao formatinho!». Omelete. Cópia arquivada em 26 de janeiro de 2021 - Vergueiro, Waldomiro (2002). «Terry e os piratas». omelete.com.br. Cópia arquivada em 16 de abril de 2018 - Vergueiro, Waldomiro (2004). «HQ: Aninha, bonita e gostosa». omelete.com.br. Cópia arquivada em 14 de abril de 2011 - Vertigo (2021). «DC-Vertigo». Cópia arquivada em 31 de março de 2021 - Vilela (2010). «Quadrinhos - Terror tupiniquim». Consultado em 24 de setembro de 2016. Arquivado do original em 24 de setembro de 2016 - Wood, Beth; McCormick, Jerry (2006). «In graphic terms...». The San Diego Union-Tribune. Cópia arquivada em 26 de janeiro de 2021 - Wright, Nicky (2021). «Seducers of the innocent». Cópia arquivada em 15 de abril de 2021 - Yashima (2006). «Valentina, de Guido Crepax, pela Conrad». Cópia arquivada em 5 de outubro de 2016 |